# دوري سانت فنسنت والغرينادين لكرة القدم
دوري سانت فنسنت والغرينادين لكرة القدم هو الدوري الوطني لكرة القدم في سانت فنسنت والغرينادين .البطل الحالي هو نادي أفوني يونايتد. وينظمها اتحاد سانت فنسنت وجزر غرينادين لكرة القدم، تحت مظلة بطولات الأندية الوطنية. بدأ الدوري الممتاز في عام 2009 تحت اسم بطولة أندية الدوري الوطني للأندية في أمريكا الشمالية والوسطى والكاريبي.